# Homoporus pulchripes
Homoporus pulchripes är en stekelart som beskrevs av Erdös 1953. Homoporus pulchripes ingår i släktet Homoporus, och familjen puppglanssteklar. Arten är reproducerande i Sverige.